# Journal of Zoo and Wildlife Medicine
Das Journal of Zoo and Wildlife Medicine (Abkürzung J. Zoo Wildl. Med.), von 1970 bis 1988 unter dem Titel Journal of Zoo Animal Medicine erschienen, ist eine tiermedizinische Fachzeitschrift für Wild- und Zootiere unter Peer Review. Dabei werden alle Aspekte der Zoo- und Wildtiermedizin erfasst, also auch Anatomie, Physiologie, Chirurgie, Bildgebung, Fortpflanzung, Ernährung, Parasitologie, Mikrobiologie, Immunologie, Pathologie, Toxikologie, Pharmakologie, Anästhesiologie und Epidemiologie. Es werden Originalarbeiten, Fallberichte, Fallstudien und Kurzmitteilungen veröffentlicht.
Das Journal of Zoo and Wildlife Medicine ist das offizielle Organ der American Association of Zoo Veterinarians (AAZV) und der European Association of Zoo and Wildlife Veterinarians (EAZWV). Unterstützt wird es vom American College of Zoological Medicine (ACZM) und von der European Association of Zoos and Aquaria (EAZA).
Der Impact Factor beträgt 0,7, der h-Index 51.